# Tarachand Barjatya

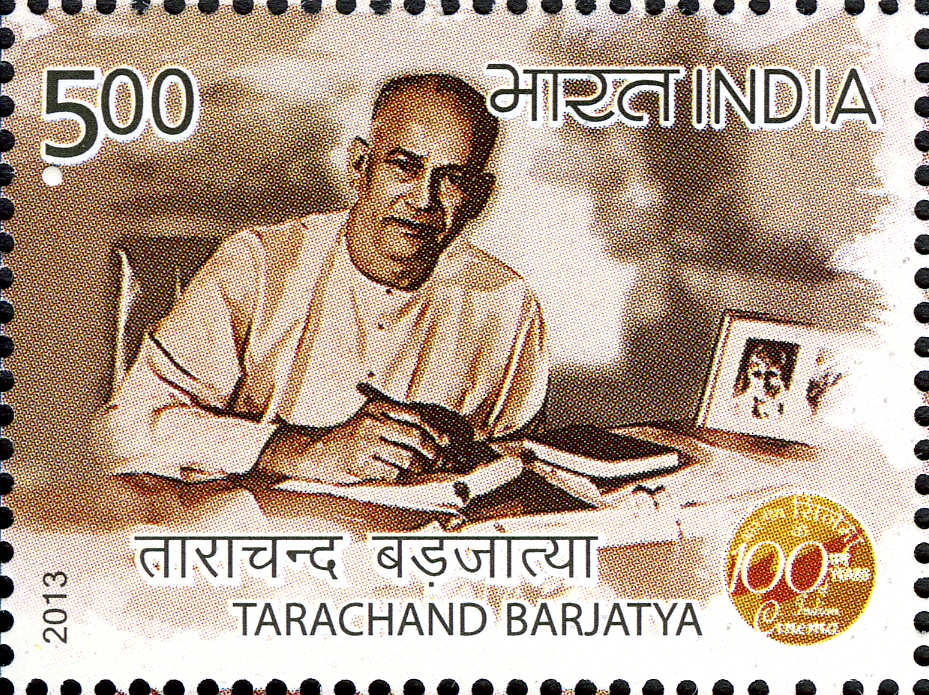
Tarachand Barjatya

Tarachand Barjatya (Kuchaman City, 10 maggio 1914 – 21 settembre 1992) è stato un produttore cinematografico indiano.

## Biografia
Fondatore della Rajshri Productions nel 1947, ha prodotto numerosi film di successo in lingua hindi fra gli anni sessanta e ottanta del XX secolo. Fra questi vi sono Dosti, Jeevan Mrityu, Uphaar, Piya Ka Ghar, Saudagar, Geet Gaata Chal, Tapasya, Chitchor, Dulhan Wahi Jo Piya Man Bhaye, Ankhiyon Ke Jharokhon Se, Sawan Ko Aane Do, Taraana, Nadiya Ke Paar e Saaransh.
Con Dosti e Piya Ka Ghar ha vinto il Filmfare Award per il miglior film.
Ha dato il via ad una dinastia di produttori e oggi lo stesso lavoro è svolto anche dai suoi nipoti Sooraj R. Barjatya e Kavita K. Barjatya.